# 福晋博尔济吉特氏 (多铎)
福晋博尔济吉特氏（1620年代？—？），名达哲，蒙古科尔沁部索诺木郡王之女，皇太极皇后哲哲和多爾袞嫡福晋同母姐妹，多铎继福晋。
当代研究者指她的生母应是科尔沁大妃，即她曾祖父莽古思的遗孀。曾祖父莽古思在1623年至1626年间逝世。依蒙古习俗，父亲索纳穆收继其遗孀。父亲随皇太极出征，死于己巳之變。清兵入关后，清朝官方受儒家伦理的影响，对科尔沁大妃被收继一事有所忌讳，故对资料进行删改，造成她的生父错乱:1－7。
天聪七年（1633年），母亲科尔沁大妃前往沈阳。五月初六日，多铎与兄长皇太极商量婚事，他想娶大妃之女，“女虽丑，然系汗妻大福晋[哲哲]内亲，且又富贵，故坚意娶之。”皇太极说：“女岂不可变胖发福乎”，定议令娶之。初八日，多铎前往其母科尔沁大妃驻地下聘，完成定亲礼:14。天聪八年（1634年）二月二十二日，多铎前往科尔沁部，迎娶大妃之女。三月二十六日，多铎与大妃之女返回沈阳。研究者认为，通过这次联姻，多铎与异母兄长皇太极建立更密切的关系。同年，兄弟奇塔特与姐姐哲哲和皇太极所生第三女定婚:3。天聪九年（1635年），她的一位姐妹嫁给了多爾袞。
崇德元年十一月（1636年），皇太极册封宗室妻子名号，多铎妻子科尔沁部达哲受封为和硕嫡福晋。
生有两子，崇德元年，生多铎次子多尼，袭爵；崇德八年，多铎第五子多尔博，过继多尔衮。她除了同母的哲哲、多尔衮嫡福晋、奇塔特外，还有一位同父姐妹是豪格福晋。顺治六年十二月，多尔衮嫡福晋逝世。次年正月，豪格福晋改嫁给多尔衮，是为多尔衮的五娶福晋。